# Marcus Goree
Marcus Kenta Goree (Dallas, 11 ottobre 1977) è un ex cestista statunitense, professionista in Europa e in Sudamerica.

## Carriera
La sua carriera è iniziata alla Hillcrest High School, a Dallas. Nel 1996 passa, fino al 2000, al college di West Virginia. Dopo l'esperienza universitaria viene chiamato da una squadra della Continental Basketball Association (CBA), ma decide di giocare in Europa. Nel vecchio continente milita in diverse squadre, nella stagione 2000-01 con STB Le Havre, nel 2001-02 con gli Skyliners Francoforte, nel 2002-03 con il Maccabi Tel Aviv, nel 2003-04 con Auna Gran Canaria. Nel 2004 ha firmato per la Benetton Treviso. Nella stagione 2007-08 gioca con il CSKA Mosca.
Nella stagione 2008-09 ha giocato con il Zenit S. Pietroburgo, squadra della Superliga A russa.
Con le squadre di club ha vinto un titolo israeliano e una coppa Israele nel 2003, una Coppa Italia nel 2005 e una nel 2007, uno scudetto italiano nel 2006 e una supercoppa nel 2006 e un Eurolega nel 2008.

## Palmarès

### Squadra
- Campionato italiano: 1

Pall. Treviso: 2005-2006
- Campionato russo: 1

CSKA Mosca: 2007-2008
- Campionato israeliano: 1

Maccabi Tel Aviv: 2002-2003
- Coppa Italia: 2

Pall. Treviso: 2005, 2007
- Supercoppa italiana: 1

Pall. Treviso: 2006
- Coppa di Israele: 1

Maccabi Tel Aviv: 2002-2003
- Eurolega: 1

CSKA Mosca: 2007-2008

### Individuali
- MVP Supercoppa italiana: 1

Pall. Treviso: 2006